# 珊瑚海擬盔魚
珊瑚海擬盔魚，為輻鰭魚綱鱸形目隆頭魚亞目隆頭魚科的其中一種，分布於西太平洋的珊瑚海海域，棲息深度8-15公尺，體長可達11.2公分，棲息在礁石區，生活習性不明。

## 擴展閱讀
維基物種上的相關：珊瑚海擬盔魚